# Флагеллантство
Флагеллантство (лат. flagellare — «хлестать, сечь, бить, мучить», от flagellum — «бич, кнут») — движение «бичующихся», возникшее в XIII веке. Флагелланты в качестве одного из средств умерщвления плоти использовали самобичевание, которое могло быть как публичным, так и келейным.

## Описание
В качестве орудия для умерщвления и наказания плоти каждый флагеллант имел с собой бич или плеть с тремя хвостами, снабжённую многочисленными узлами, в каждом из которых сидели шипы в палец длиной, при ударе вонзавшиеся в плоть с такой силой, что «для извлечения их порой требовался дополнительный рывок». Придя в город, они, как правило, собирались в местной церкви, где, раздевшись до брэ (полотняные кальсоны), совершали крестный ход с песнями и молитвами, после чего простирались на полу в позе, соответствующей греху, искупления которого искали (прелюбодеи — на животе, убийцы — на спине, клятвопреступники — с пальцами, прижатыми к губам), после чего начиналась церемония самобичевания, заканчивавшаяся лишь тогда, когда «кровь начинала струиться по ним ручьями до самых щиколоток».
Флагелланты проповедовали жесточайшую аскезу, отказываясь не только от интимных отношений с женщинами, но даже от разговоров с ними, в случае нарушения запрета полагалось прилюдное раскаяние перед руководителем. Еда предписывалась только самая простая, спать разрешалось исключительно на соломе, подобная фанатичная преданность вере вызывала огромное уважение населения, и всюду, куда они ни прибывали, флагеллантов окружала толпа, наперебой предлагавшая им стол и ночлег. Сохранились и иные сведения, так, швейцарские солдаты, если верить сообщениям тогдашних хроник, на привале отплясывали с местными девушками, «отпуская шуточки касательно унылых флагеллантов», однако, подобного рода скепсис был, скорее, исключением из правила.

## История
Массовые самобичевания практиковались также как знак всеобщего покаяния. Первое крупное массовое самобичевание такого рода произошло в Северной Италии под влиянием францисканца Антония Падуанского.
В XIII веке Иоахим Флорский написал трактат, в котором обозначил дату конца света — 1260 год, а поскольку его пророчества сбывались, то это вызвало панику и волну массового самобичевания.
В период пандемии чумы 1348—1349 годов процессии бичующихся распространились по всей южной и центральной Европе. Первоначально Католическая церковь относилась к флагеллантству, как к одному из видов аскезы, однако впоследствии подобная деятельность стала осуждаться, а в 1349 году папа Климент VI запретил флагеллантство.

## Культура
Флагелланты создали свою собственную литературу — «лауды» (покаятельные песнопения).
Лауды (laudo — «гимн, хвала, прославление») — это примитивные песни под народные мелодии. Язык лауд — это народный живой язык, который противопоставлялся традиционной католической латыни, кроме того, каждый лауд носит отпечаток диалекта. Лауды дошли до нас в сборниках — «лаудариях» (например, сборник «Урбинский лауд», в состав которого входит 72 лауды). С точки зрения стилистического анализа, в лаудах встречаются самые простые синтаксические конструкции, рифма основывалась на глагольных окончаниях или же на одной и той же форме слова (например, planga la terra, planga lo mare, planga lo pesce, ke son notare, plangan le bestia nel pascolare, plangan l’aucelli nel lor volare, plangano fiumi e rigareli).
Академик А. М. Панченко в своей статье «Летописный рассказ об Андрее Первозванном и флагеланство» писал:

При Карле Великом „самоистязателем“ был св. Вильгельм, герцог Аквитанский; в X веке на этом поприще рьяно подвизался св. Ромуальд, жестоко истязавший себя и своих монахов. XI век дал теоретика флагеллантства Петра Дамиани (1007—1072), автора трактата De laude flagellorum («Похвала бичам»), где дана следующая апология бичевания и самобичевания: 1) это подражание Христу; 2) деяние для обретения мученического венца; 3) способ умерщвления и наказания скверной и грешной плоти; 4) способ искупления грехов. Образцом ревностного флагелланта Пётр Дамиани выставлял св. Доминика, биографию которого и написал.

## Флагеллантство на Востоке
По сообщению митрополита Иерофея (Влахоса), многие монахи-святогорцы практиковали самобичевание. На Руси святой Иринарх Ростовский избивал своё тело железной палкой, чтобы прогнать бесов. Считается, что движение флагеллантов могло послужить одним из поводов к возникновению русской секты хлыстов.

## В культуре
- В живописи итальянского Возрождения неоднократно встречаются сюжеты с самобичеванием, например, на оборотной стороне картины Антонио да Фиренце «Мадонна с Младенцем, святым епископом, Иоанном Крестителем и ангелами» изображены 2 монаха-капуцина с бичами.
- Седьмая печать — 1957 год, режиссёр Ингмар Бергман;
- Имя розы — 1986 год, режиссёр Жан-Жак Анно;
- Rosenrot (песня) — 2005 год, клип на одноимённую песню группы Rammstein;
- Чёрная смерть — 2010 год, режиссёр Кристофер Смит;
- Железный прут (песня) — 2010 год, песня российской дарквейв группы Otto Dix повествует о практике самобичевания с точки зрения религиозного фанатика.
- В сеттинге Warhammer Fantasy Battles и основанных на нём компьютерных играх флагелланты относятся к Империи. Это отчаявшиеся адепты бога Сигмара, считающие, что конец света неминуем и они должны встретить его, сражаясь со врагами Империи и их бога. Хотя они плохо вооружены и обучены, эти фанатики бесстрашно бросаются на приспешников Хаоса и никогда не отступают;
- Darkest Dungeon: The Crimson Court (игра) — 2017 год, один из героев — самобичеватель.
- Army of the Night (песня) — 2015 год, клип на одноимённую песню группы Powerwolf.